# Новаци (сериал)
„Новаци“ (на испански: Noobees) е колумбийски телевизионен сериал, продуциран от Vivacom International Studios и MediaPro Films. Сериалът се излъчва премиерно по Nickelodeon в световен мащаб, включително за САЩ на 17 септември 2018 г. Сериалът е обновен за втори сезон, пуснат през март 2020 г.

## В България
В България сериалът започва излъчване по локалната версия на Nickelodeon през 2019 г.
Нахсинхронен дублаж
| Роля          | Изпълнител              |
| ------------- | ----------------------- |
| Силвия        | Деа Майсторска          |
| Давид         | Александър Хаджиангелов |
| Рут           | Диляна Спасова          |
| Мат           | Мартин Христов          |
| Таня          | Тихомира Темелкова      |
| Пабло         | Христо Димитров         |
| Ерик          | Кристиян Върбановски    |
| Лаура         | Балена Ланджева         |
| Роберта       | Мина Зехирова           |
| Лили          | Гергана Цакова          |
| Нико          | Асен Кукушев            |
| Конг          | Цвети Пеняшки           |
| Нора          | Ева Данаилова           |
| Ектор         | Камен Иванов            |
| Роберто       | Христо Чешмеджиев       |
| Салма         | Петя Абаджиева          |
| Матео         | Марио Иванов            |
| Руфино        | Явор Караиванов         |
| Роко          | Борис Кашев             |
| Атина         | Ива Стоянова            |
| Мелвин        | Денислав Димитров       |
| Джаки         | Цветелина Николова      |
| Фернанда      | Ралица Стоянова         |
| Труено        | Асен Мутафчиев          |
| Дорис         | Евгения Ангелова        |
| Нина          | Соня Тодорова           |
| Крал          | Нено Койнарски          |
| Зилуа         | Ангелина Русева         |
| Други гласове | Александър Йорданов     |

| Обработка           | студио „Про Филмс“                                      |
| ------------------- | ------------------------------------------------------- |
| Режисьор на дублажа | Ива Стоянова                                            |
| Преводачи           | Дара Цветкова Диляна Спасова Елица Вите Цветина Петкова |